# Thomas Frischknecht
Thomas Frischknecht (Feldbach, 17 februari 1970) is een Zwitsers veldrijder en mountainbiker. Hij is prof sinds 1990 en daarmee een van de langst actieve wielrenners. Frischknecht kende zowel in het mountainbiken als in het veldrijden grote successen. Zo werd hij in 1996 wereldkampioen mountainbike en behaalde hij datzelfde jaar de zilveren medaille op de Olympische Zomerspelen in Atlanta. Het jaar daarop werd hij vicewereldkampioen veldrijden. In 2000 werd hij alsnog tot wereldkampioen mountainbiken van 1996 gekroond nadat de oorspronkelijke winnaar, Jérôme Chiotti, bekende doping te hebben gebruikt.
Daarnaast was hij nog viermaal vicewereldkampioen mountainbike (1990, 1991, 1992 en 2001) en won hij tweemaal brons (2002 en 2004).
Thomas Frischknecht is de zoon van Peter Frischknecht, een bekend veldrijder uit de jaren zeventig.

## Overwinningen

### Marathon
- WK: 2x (2003 en 2005)

### Cross-Country
| Seizoen | Wereldbeker                                                          | Kampioenschappen | Overige | Totaal aantal zeges |
| ------- | -------------------------------------------------------------------- | ---------------- | ------- | ------------------- |
| 1990    |                                                                      |                  |         | 0                   |
| 1991    |                                                                      |                  |         | 0                   |
| 1992    | Landgraaf, Strathpeffer, Mont-Sainte-Anne Mount Snow, Eindklassement |                  |         | 5                   |
| 1993    | Barcelona, Mount Snow, Eindklassement                                | EK               |         | 4                   |
| 1994    | Mount Snow, Mont-Sainte-Anne                                         | ZK               |         | 3                   |
| 1995    | Vail, Mammoth Lakes, Eindklassement                                  |                  |         | 3                   |
| 1996    | Lissabon, Sankt-Wendel, Hawaï                                        | WK, ZK           |         | 5                   |
| 1997    | Sankt-Wendel                                                         | ZK               |         | 2                   |
| 1998    | Boedapest                                                            | ZK               |         | 2                   |
| 1999    | Canmore                                                              |                  |         | 1                   |
| 2000    |                                                                      |                  |         | 0                   |
| 2001    | Kaprun                                                               |                  |         | 1                   |
| 2002    |                                                                      |                  |         | 0                   |
| 2003    |                                                                      |                  |         | 0                   |
| 2004    |                                                                      |                  |         | 0                   |
| 2005    |                                                                      |                  |         | 0                   |
| 2006    |                                                                      |                  |         | 0                   |
| 2007    |                                                                      |                  |         | 0                   |
| 2008    |                                                                      |                  |         | 0                   |

### Veldrijden
| Seizoen   | Wereldbeker | Superprestige      | GvA Trofee | WK     | ZK     | Overige                      | Totaal aantal zeges |
| --------- | ----------- | ------------------ | ---------- | ------ | ------ | ---------------------------- | ------------------- |
| 1989-1990 |             | Rome               |            | AM     | Brons  | Berlijn, Solbiate Olona      | 3                   |
| 1990-1991 |             |                    |            | AM     | Goud   | Leibstadt, Berlijn           | 3                   |
| 1991-1992 |             | Overijse, Wetzikon |            | AM     |        | Dagmersellen, Berlijn        | 4                   |
| 1992-1993 |             | Rome               |            | 6e AM  |        | Berlijn, Solbiate Olona      | 3                   |
| 1993-1994 |             | Gavere, Wetzikon   |            | 7e     | Zilver | Dagmersellen                 | 3                   |
| 1994-1995 |             |                    |            | ND     |        |                              | 0                   |
| 1995-1996 |             |                    |            | 22e    | Brons  | Gansingen                    | 1                   |
| 1996-1997 |             |                    |            | Zilver | Goud   |                              | 1                   |
| 1997-1998 |             |                    |            | ND     | Brons  |                              | 0                   |
| 1998-1999 | Zeddam      |                    |            | 5e     | Goud   | Hombrechtikon, Magstadt      | 4                   |
| 1999-2000 |             |                    |            | ND     | Zilver | Liestal, Obergösgen          | 2                   |
| 2000-2001 |             |                    |            | ND     | 6e     | Safenwil, Magstadt           | 2                   |
| 2001-2002 |             |                    |            | 10e    | Goud   | Castelnuovo, Dagmersellen    | 3                   |
| 2002-2003 |             |                    |            | ND     | ND     | Russikon, San Mateo, Hittnau | 3                   |
| 2003-2004 |             |                    |            | ND     | Zilver | San Mateo,                   | 1                   |
| 2004-2005 |             |                    |            | ND     | ND     | Magstadt                     | 1                   |
| 2005-2006 |             |                    |            | ND     | 6e     |                              | 0                   |
| 2006-2007 |             |                    |            | ND     | 4e     |                              | 0                   |
| 2007-2008 |             |                    |            | ND     | Zilver | Steinmaur                    | 1                   |

- Bibliothèque nationale de France: cb13561637x (data)
- Gemeinsame Normdatei: 120961687
- International Standard Name Identifier: 0000 0000 5513 7582
- Nationale Bibliotheek van Tsjechië: xx0021613
- Système universitaire de documentation: 052532488
- Virtual International Authority File: 27232493
- WorldCat: E39PBJktrxyKhgdKJpRKkWxqwC